# Bidar Kadınefendi
Bidar Kadın (5. května 1858 – 1. ledna 1918) byla hlavní manželka a konkubína osmanského sultána Abdulhamida II. 

## Život
Bidar Kadin se narodila v květnu 1858 v Kavkazu, který tehdy spadal pod Osmanskou říši. Její otec byl princ Ibrahim Bey Talustan a její matka princezna Şahika İffet Hanım Lortkipanidze, Gruzínka. Měla zelenohnědé oči, hnědé vlasy a byla štíhlá a vysoká. Měla dva mladší bratry, brigádní generály Husseina Pašu a Mehmeda Ziyu Pašu, kteří patřili do služeb sultána Abdulhamida. Ve velmi nízkém věku opustila své rodné město; poslali ji do sultánského harému. Když jí bylo sedmnáct let, provdali ji za sultána Abdulhamida (září 1875). 
V roce 1908 během mladoturecké revoluce následovala svého muže do exilu do Soluně. Její bratr Mehmed Ziya Paša šel společně s nimi. Bidar byla moc krásná žena a v roce 1889 přijala návštěvu německé císařovny  Augusty Viktorie v harému paláce Yıldız. Poté navštívila Bidar ji. Hraběnka jí byla přímo unesená a často o ní v Evropě mluvila. V roce 1918 chtěla Bidar pozvat i rakouskou císařovnu Zitu. 
Po sesazení Abdulhamida z trůnu pobývala v malém panství v Erenköy, kde žila až do smrti. Zemřela v lednu 1918. 

## Potomstvo
Společně se sultánem Abdulhamidem měla 2 děti:
- Naime Sultan (4. září 1875 – 1945)
- Şehzade Mehmed Abdülkadir (16. ledna 1878 – 16. března 1944)

## Tituly a hodnosti
- 2. září 1875 – 31. srpna 1876:
- Bidar, Hanim Efendi Hazretleri (Její Výsost sultánka Bidar)
- 31. srpna 1876 – 26. července 1879:
Devletlu Ismetlu Dördüncü Kadın Bidar, Kadın Efendi Hazretleri (Její Výsost Čtvrtá Choť sultánka Bidar)
- Dne 26. července 1879 – 11. dubna 1895:
Devletlu Ismetlu Üçüncü Kadın Bidar, Üçüncü Kadın Efendi Hazretleri (Její Výsost Třetí Choť sultánka Bidar)
- 11. dubna 1895 – 27. dubna 1909:
Devletlu Ismetlu Ikinci Kadın Rozsudek Bidar, Ikinci Kadın Efendi Hazretleri (Její Výsost Druhá Choť sultánka Bidar)